# ひまわり10号
ひまわり10号は、気象庁が計画している静止気象衛星。ひまわり8号・9号の後継機として開発し、2029年度（令和11年度）に運用開始予定。三菱電機が製造。
ひまわり8号・9号に引き続き、運用等のPFI事業による実施が検討されている。

## 運用
- 2023年（令和5年）3月 - 製造着手[3]。
- 2029年度（令和11年度） - 運用開始予定。

## 観測機器

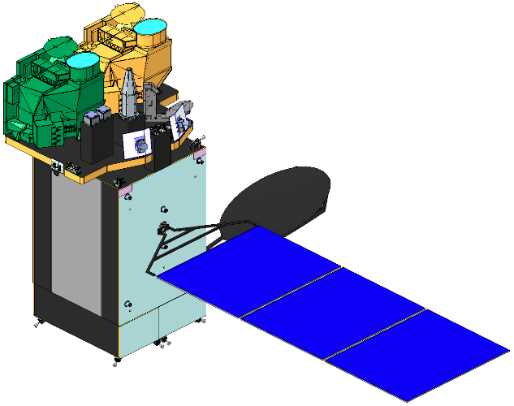
搭載ミッション機器、サウンダ（黄）、イメージャ（緑）

### イメージャ：GHMI
GHMI（Geostationary HiMawari Imager）は、18バンドのマルチスペクトル可視・赤外イメージャ。アメリカのL3Harris社製で、アメリカの気象衛星GeoXO搭載品と同型。

### サウンダ：GHMS
GHMS（Geostationary HiMawari Sounder）は、フーリエ変換分光方式のハイパースペクトル赤外サウンダ。アメリカのL3Harris社製。大気中の水蒸気や気温を立体的に観測可能となり、線状降水帯の予測精度向上が期待される。

### 宇宙環境センサ
宇宙天気予報を目的とした日本初の環境センサであり、人工衛星の誤作動の原因となる陽子線・電子線の定常観測を行う。太陽活動（太陽フレア等）・電離圏・磁気圏の観測・活動予報の高精度化を目指す。総務省による相乗りミッションで、NICTと東京都市大学に委託、明星電気が製造する。研究段階では帯電センサも開発されたが、搭載は見送られた。

## その他
- 次々期静止気象衛星（ひまわり11号相当）は9号の残燃料（2025年時点）から推定される運用終了時期の2034年までに運用開始されるよう検討されている[6]。